# بيتا غالاغير
بيتا غالاغير (بالإنجليزية: Peta Gallagher)‏ هي لاعب هوكي الحقل أسترالية، ولدت في 6 ديسمبر 1977.

## وصلات خارجية
- بيتا غالاغير على موقع أوليمبيديا (الإنجليزية)
- بيتا غالاغير على موقع اللجنة الأولمبية الأسترالية (الإنجليزية)